# Desaparición de Cédrika Provencher
Cédrika Provencher (nacida el 29 de agosto de 1997) fue una niña canadiense de Trois-Rivières, Quebec, Canadá, que desapareció a los 9 años el 31 de julio de 2007. Su desaparición resultó en una de las búsquedas policiales más grandes en la historia de Quebec. Fue declarada "desaparecida" el 31 de julio de 2007 (pero algunos comentaristas en los medios ya creían que había sido secuestrada) y declarada "probablemente secuestrada" 72 horas después. A pesar de que se ofreció una recompensa, su paradero permaneció desconocido durante más de ocho años. 
El 12 de diciembre de 2015, la policía provincial de Quebec ( SQ ) anunció que sus restos habían sido encontrados por cazadores en un área boscosa no lejos de Trois-Rivières. Nadie ha sido acusado en relación con este caso. 

## Desaparición y búsqueda
Se cree que un hombre le pidió a Cédrika que le ayudara a buscar un perro perdido, y esta aceptó ayudarlo. Recorrió la zona en bicicleta, llamando a las puertas de algunas casas y preguntando a los residentes si habían visto al perro. También fue vista saliendo de una zona boscosa con un amigo, seguidos de cerca por un hombre. Luego fue vista en su bicicleta en un parque local y en varias calles cercanas. A las 8:30 p. m., su bicicleta fue encontrada apoyada contra una boca de incendios en la esquina de las calles Chabanel y Chapais. El 2 de agosto de 2007, 72 horas después, los oficiales municipales sugirieron que había sido secuestrada, a pesar de que desde el primer día ya se sabía que un hombre le había preguntado acerca de un perro. La Sûreté du Québec (SQ), por lo tanto, se hizo cargo de la investigación tomándolo del servicio de policía más pequeño de Trois-Rivières, según la ley. Ninguna de las fuerzas policiales declaró la Alerta AMBER. Cientos de ciudadanos ayudaron en la búsqueda de Cédrika, sin éxito. El 13 de agosto, mientras unos 60 investigadores trabajaban a tiempo completo en el caso, se ofreció una recompensa de 80,000 dólares canadienses a cambio de información. La recompensa fue elevada a 170,000 en 2009.
Entre agosto de 2007 y julio de 2008, varios periódicos publicaron información sobre varios aspectos de la búsqueda, pero no apareció información concreta para poder encontrar a Cédrika o incluso para determinar si todavía estaba viva.

## Descubrimiento de restos
El 11 de diciembre de 2015, tres cazadores se toparon con un conjunto de restos humanos en el bosque de Saint-Maurice, un pequeño pueblo cerca de Trois-Rivières cerca de la autopista 40, a alrededor de 15 km del último lugar donde Cédrika había sido vista. El 12 de diciembre, se confirmó que los restos eran de Cédrika, aunque la policía no tenía más información en ese momento y dijo que tendrían que llevar a cabo más investigaciones El 16 de diciembre, Radio-Canadá reveló que los investigadores todavía estaban buscando a una persona que había sido vista en la zona donde desapareció Cédrika.

## Investigación
Jonathan Bettez ha sido considerado el sospechoso principal desde el principio, pero nunca ha sido acusado debido a la falta total de pruebas directas. 
El hecho de que él era el principal sospechoso fue revelado públicamente por los periodistas el 29 de agosto de 2016 después de ser arrestado y acusado de seis cargos de posesión y distribución de pornografía infantil. Sin embargo, fue absuelto el 12 de octubre de 2018 por el juez Lacoursière, antes del comienzo de las audiencias, ya que se consideró que la prueba en su contra se había obtenido ilegítimamente. En diciembre de 2015, uno o dos días después del hallazgo de los restos de Cédrika, los investigadores que llevaban el caso decidieron investigar si Bettez, el único sospechoso, podría estar relacionado con dicha pornografía. Sin ninguna orden judicial, fueron reveladas por Facebook inc. 12 direcciones IP asociadas a su cuenta en el último año más o menos. Esta solicitud fue motivada por la "urgencia" inherente al reciente hallazgo del cadáver, y la preocupación de que la prueba pudiera ser destruida de forma inminente (el juez Lacoursière descubrió, sin embargo, que no había urgencia y que se debería haber obtenido una orden judicial adecuada).
La consulta de una base de datos de la policía internacional mostró que una de las direcciones IP que los investigadores habían descubierto era de su lugar de trabajo (una pequeña empresa propiedad del padre de Bettez, con más de una docena de empleados que usaban una misma computadora), había sido utilizada para ver y compartir contenido ilícito entre 2010 y 2011. Con esta prueba, los oficiales de policía eligieron, en lugar de pedirle a un juez una orden de registro específica,  solicitar solo una "orden general" de un juez de paz, esta última más fácil de obtener y que solo pretendía ser utilizada en una "búsqueda general" en las posesiones incautadas de Bettez. La inspección detallada y, por lo tanto, no autorizada de sus dispositivos electrónicos reveló posteriormente rastros de una serie de archivos ilegales que habían sido eliminados.

### Investigación
Lo que se reveló en los medios, es estrictamente circunstancial y es lo siguiente. Alrededor de la hora y el lugar del presunto secuestro el 31 de julio de 2007, alguien vio un automóvil sedán rojo "sospechoso" con manijas cromadas. Dado que este automóvil también fue grabado por una cámara de vigilancia en una estación de servicio cercana, la policía logró saber que era el modelo rojo Acura TSX 2004, que se ensambla con tales manijas. La noticia de que la policía estaba buscando un "Acura rojo" se extendió rápidamente a través de los medios de comunicación. En el verano de 2007, había 258 vehículos de este modelo y color registrados en la provincia. Solo seis coincidían exactamente con las características que se buscaban y Bettez era el único propietario cuya coartada no podía corroborarse. Se reunió con los investigadores por primera vez el 6 de septiembre de 2007 y en otras cinco ocasiones antes del 24 de octubre. Desde entonces, ha sido objeto de una intensa vigilancia policial, incluido el uso de cámaras ocultas y escuchas telefónicas. El 6 de septiembre inicialmente aceptó dejar que se registrara su vehículo, pero en ese momento el automóvil estaba en un taller de reparaciones para que le repararan la carrocería en la parte trasera. Los investigadores solo obtuvieron acceso al automóvil en diciembre después de obtener una orden de registro, pero no se obtuvieron pruebas forenses significativas.  Mientras tanto, el SQ anunció a través de los medios en noviembre que era "seguro" que el infame Acura rojo estaba involucrado en el secuestro.  
Bettez siempre se ha negado a someterse a un detector de mentiras y según el periodista criminal Claude Poirier, en algún momento planeaba huir a Suiza, un país que no tiene tratado de extradición con Canadá. Según los documentos judiciales presentados durante la audiencia previa y obtenidos por los periodistas, fue objeto en 2009 de una operación encubierta de un año de duración similar a la "técnica de Mr. Big", a fin de obtener alguna confidencia sobre Cédrika, pero fue en vano. Incluso antes de 2016 ya se rumoreaba que estaba involucrado en el caso. En 2011, un periodista del programa de televisión de investigación intentó entrevistar a Bettez, que no aceptó. En ese momento, la sección se emitió en el canal TVA pero el sospechoso se mantuvo sin nombre y su rostro se volvió borroso.